# Ella in Rome: The Birthday Concert
Ella in Rome: The Birthday Concert (с англ. — «Элла в Риме: Концерт ко Дню Рождения») — концертный альбом американской джазовой певицы Эллы Фицджеральд, записанный во время её выступления в Риме 25 апреля 1958 года и приуроченный к её 41 дню рождения. Вместе с Фицджеральд в концерте принимали участие трио Оскара Питерсона и трио Лу Леви. Запись была выпущена студией Verve Records 30 лет спустя в 1988 году.

## Список композиций
| №                   | Название                                                | Текст песни                 | Музыка                      | Длительность |
| ------------------- | ------------------------------------------------------- | --------------------------- | --------------------------- | ------------ |
| 1.                  | Без названия (Приветствие Нормана Гранца)               |                             |                             | 0:22         |
| 2.                  | «St. Louis Blues»                                       | Уильям Хэнди                | Уильям Хэнди                | 5:57         |
| 3.                  | «These Foolish Things (Remind Me of You)»               | Гарри Линк, Эрик Машвитц    | Джек Стречи                 | 3:28         |
| 4.                  | «Just Squeeze Me (But Please Don’t Tease Me)»           | Ли Гейнс                    | Дюк Эллингтон               | 3:05         |
| 5.                  | «Angel Eyes»                                            | Эрл Брент                   | Мэтт Деннис                 | 3:37         |
| 6.                  | «That Old Black Magic»                                  | Джонни Мёрсер               | Гарольд Арлен               | 3:38         |
| 7.                  | «Just One of Those Things»                              | Коул Портер                 | Коул Портер                 | 3:39         |
| 8.                  | «I Loves You, Porgy»                                    | Айра Гершвин                | Джордж Гершвин              | 4:56         |
| 9.                  | «It’s All Right With Me»                                | Коул Портер                 | Коул Портер                 | 2:37         |
| 10.                 | «I Can’t Give You Anything But Love»                    | Дороти Филдс                | Джимми Макхью               | 3:26         |
| 11.                 | Без названия (Речь Нормана Гранца)                      |                             |                             | 0:57         |
| 12.                 | «When You’re Smiling (The Whole World Smiles With You)» | Марк Фишер                  | Ларри Шэй                   | 1:40         |
| 13.                 | «A Foggy Day»                                           | Айра Гершвин                | Джордж Гершвин              | 3:09         |
| 14.                 | «Midnight Sun»                                          | Джонни Мёрсер               | Лайонел Хэмптон, Сонни Бёрк | 3:40         |
| 15.                 | «The Lady Is a Tramp»                                   | Лоренц Харт                 | Ричард Роджерс              | 2:46         |
| 16.                 | «Sophisticated Lady»                                    | Митчелл Пэриш, Ирвинг Миллс | Дюк Эллингтон               | 3:58         |
| 17.                 | «Caravan»                                               | Ирвинг Миллс                | Дюк Эллингтон, Хуан Тизол   | 2:43         |
| 18.                 | «Stompin’ at the Savoy»                                 | Энди Разаф                  | Бенни Гудмен, Чик Уэбб      | 7:10         |
| Общая длительность: | Общая длительность:                                     | Общая длительность:         | Общая длительность:         | 60:48        |

## Участники записи
- Элла Фицджеральд — вокал.
- Лу Леви — фортепиано.
- Макс Беннетт — контрабас.
- Гас Джонсон — барабаны.

Трек 18:
- Оскар Питерсон — фортепиано.
- Рэй Браун — контрабас.
- Херб Эллис — гитара.